# Любецкая, Светлана Анатольевна
Светла́на Анато́льевна Любе́цкая (бел. Святлана Анатольеўна Любецкая, род. 3 июня 1971, Украинская ССР, СССР) — белорусский государственный и политический деятель, судья, депутат Палаты представителей Национального собрания VII созыва. В белорусском парламенте являлась председателем Постоянной комиссии по законодательству, а также членом Совета Палаты представителей.

## Биография
Родилась 3 июня 1971 года в Украине.
Окончила филологический факультет Белорусского государственного университета по специальности «Русский язык и литература», юридический факультет того же университета по специальности «Правоведение» и аспирантуру при нём, а также Академию управления при Президенте Республики Беларусь по специальности «Государственное и местное управление».
Работала судьей суда Фрунзенского района Минска, заместителем председателя суда Партизанского района Минска, председателем суда Московского района Минска, начальником главного управления организационного обеспечения судебной деятельности Верховного суда Республики Беларусь, судьей Верховного суда Республики Беларусь.
Будучи судьёй Фрунзенского района Минска, в октябре 2007 года приговорила к нескольким суткам административного ареста двоих политических активистов якобы за нецензурную брань.
17 ноября 2019 года, на прошедших парламентских выборах, была избрана депутатом Палаты представителей Национального собрания по Старовиленскому избирательному округу № 105. По результатам голосования, за её кандидатуру были поданы 22 451 голосов (51,57 % от общего числа), при этом явка избирателей на округе составила 63,82 %. 11 декабря 2019 года депутаты поддержали кандидатуру Светланы Любецкой на должность председателя постоянной комиссии по законодательству.
Любецкая не была кандидатом на парламентских выборах 2024 года. В апреле 2024 года была назначена судьёй Конституционного суда.

## Международные санкции
21 июня 2021 года внесена в «Чёрный список ЕС». В своём решении Совет Европейского союза отметил, что Любецкая как председатель парламентской комиссии по законодательству отвечает за принятие новой редакции Кодекса об административных правонарушениях от 1 марта 2021 года, которая санкционирует произвольные аресты и накладывает повышенную ответственность за участие в массовых мероприятиях, в том числе за демонстрацию политической символики. Через эту законодательную деятельность, которая серьёзно подрывает демократию и верховенство права в Белоруссии, она несёт ответственность за серьёзные нарушения прав человека, в том числе права на мирные собрания, а также репрессии против гражданского общества и демократической оппозиции.
6 июля 2021 года к санкциям ЕС присоединились Албания, Исландия, Лихтенштейн, Норвегия, Северная Македония, Черногория. 7 июля Любецкую в свой санкционный список внесла и Швейцария.
В мае 2023 года Европейский суд в Любксембурге отклонил иск Любецкой и её заместителя в постоянной комиссии по законодательству Александра Омельянюка, требовавших снять с них санкции ЕС.

## Семья
Имеет дочь.